# Alexander Wheelock Thayer

Alexander Wheelock Thayer im Jahre 1890

Alexander Wheelock Thayer (* 22. Oktober 1817 in Natick  bei Boston, Massachusetts; † 15. Juli 1897 in Triest) war ein US-amerikanischer Bibliothekar, Journalist, Musikschriftsteller und Diplomat. Er ist bekannt als Verfasser der maßgeblichen zeitgenössischen Biografie Ludwig van Beethovens.

## Leben
Alexander Wheelock Thayer begann seine berufliche Laufbahn als Bibliothekar an der Harvard University. Er begann sich der Beethoven-Forschung zu widmen, nachdem er die 1840 erschienene Biographie von Beethovens Famulus Anton Schindler gelesen hatte und dabei auf viele Fehler und Ungereimtheiten gestoßen war. 1849 reiste er nach Europa, um seine eigenen Forschungen aufzunehmen, die er zunächst mit journalistischen Arbeiten finanzierte. 
1862 trat er in den diplomatischen Dienst der USA ein, 1865 wurde er zum US-amerikanischen Konsul in Triest ernannt, ein Amt, das er bis 1882 innehatte, und das die wirtschaftliche Basis für seine weiteren Forschungen sicherte.
Im Laufe seiner Forschungen traf Thayer mit zahlreichen Zeitgenossen Beethovens zusammen und konnte sie noch persönlich nach ihren Erinnerungen befragen, darunter Bettina von Arnim, Franz Grillparzer, Anselm Hüttenbrenner und Anton Felix Schindler.
Thayers Beethoven-Biographie blieb unvollendet. Zu Thayers Lebzeiten erschienen lediglich die ersten drei Bände der von Hermann Deiters besorgten deutschsprachigen Ausgabe. Die geplanten Bände 4 und 5 wurden postum aufgrund der hinterlassenen Vorarbeiten und Materialien von Hugo Riemann herausgegeben. Die erste englischsprachige Ausgabe gab 1921 Henry Edward Krehbiel heraus; eine Neuausgabe besorgte 1964 Elliot Forbes.
Thayers Werk über Beethoven setzte einen Meilenstein für die modernen Standards biographischer Forschung hinsichtlich Zuverlässigkeit, Recherche und Analyse.
Die weiteren Arbeiten Thayers umfassen u. a. ein chronologisches Verzeichnis der Werke Beethovens sowie eine Biografie Antonio Salieris.
Thayer starb unverheiratet und vermachte seine wertvollen Materialien seiner Nichte Susan Fox in Cambridge, Massachusetts. Davon ist heute nur noch wenig erhalten.

## Werke
- Signor Masoni and other papers of the late J. Brown. Eine Sammlung musikalischer Novellen. Berlin 1862
- Chronologisches Verzeichnis der Werke Ludwig van Beethoven’s. Berlin 1865
- Ludwig van Beethovens Leben. Nach dem Original-Manuskript deutsch bearbeitet von Hermann Deiters. Mit Benutzung der hinterlassenen Materialien des Verfassers neu ergänzt und herausgegeben von Hugo Riemann. 5 Bände. Leipzig, Breitkopf & Härtel 1866–1908
- Ludwig van Beethovens Leben. Directmedia Publishing, Berlin 2007, ISBN 978-3-89853-334-8, CD-ROM
- Ein kritischer Beitrag zur Beethoven-Literatur, vorgelesen im Schillerverein zu Triest. Weber, Berlin 1877
- Salieri: rival of Mozart, ed. by Theodore Albrecht, new, updated and enl. ed. Philharmonia of Greater Kansas City, Kansas City 1989, ISBN 0-932845-37-1